# Loxoreticulatum hempeli
Loxoreticulatum hempeli is een mosselkreeftjessoort uit de familie van de Cytheruridae. De wetenschappelijke naam van de soort is voor het eerst geldig gepubliceerd in 1987 door Hartmann.